# ارشي رينو
آرتشي جيمس بيل (بالإنجليزية: Archie James Beale)‏ (من مواليد 22 نوفمبر 1997)، المعروف باسم آرتشي رينو (بالإنجليزية: Archie Renaux)‏، هو ممثل إنجليزي. وهو معروف بأدواره في مسلسل بي بي سي الأولى القصير الباحثة عن الذهب (2019) وسلسلة نتفليكس ظل وعظم (2021–2023).

## النشأة والتعليم
رينو من تولورث في كينغستون أبون تيمز. جانب والدته من العائلة هندي إنجليزي. لديه شقيقتان وأخ. التحق رينو بمدرسة ريتشارد تشالونر قبل الذهاب للتدريب في مدرسة الدراما غير المرئية في لندن. استقال من وظيفته كمهندس تكييف الهواء ليصبح ممثلاً.

## روابط خارجية
ارشي رينو على موقع IMDb (الإنجليزية)
- ارشي رينو على موقع ألو سيني (الفرنسية)
- ارشي رينو على موقع قاعدة بيانات الفيلم (الإنجليزية)